# Derendorf
Derendorf ist ein Stadtteil von Düsseldorf und Teil des Stadtbezirks 1, mit (Stand 31. Dez. 2022) rund 21.500 Einwohnern.

## Lage

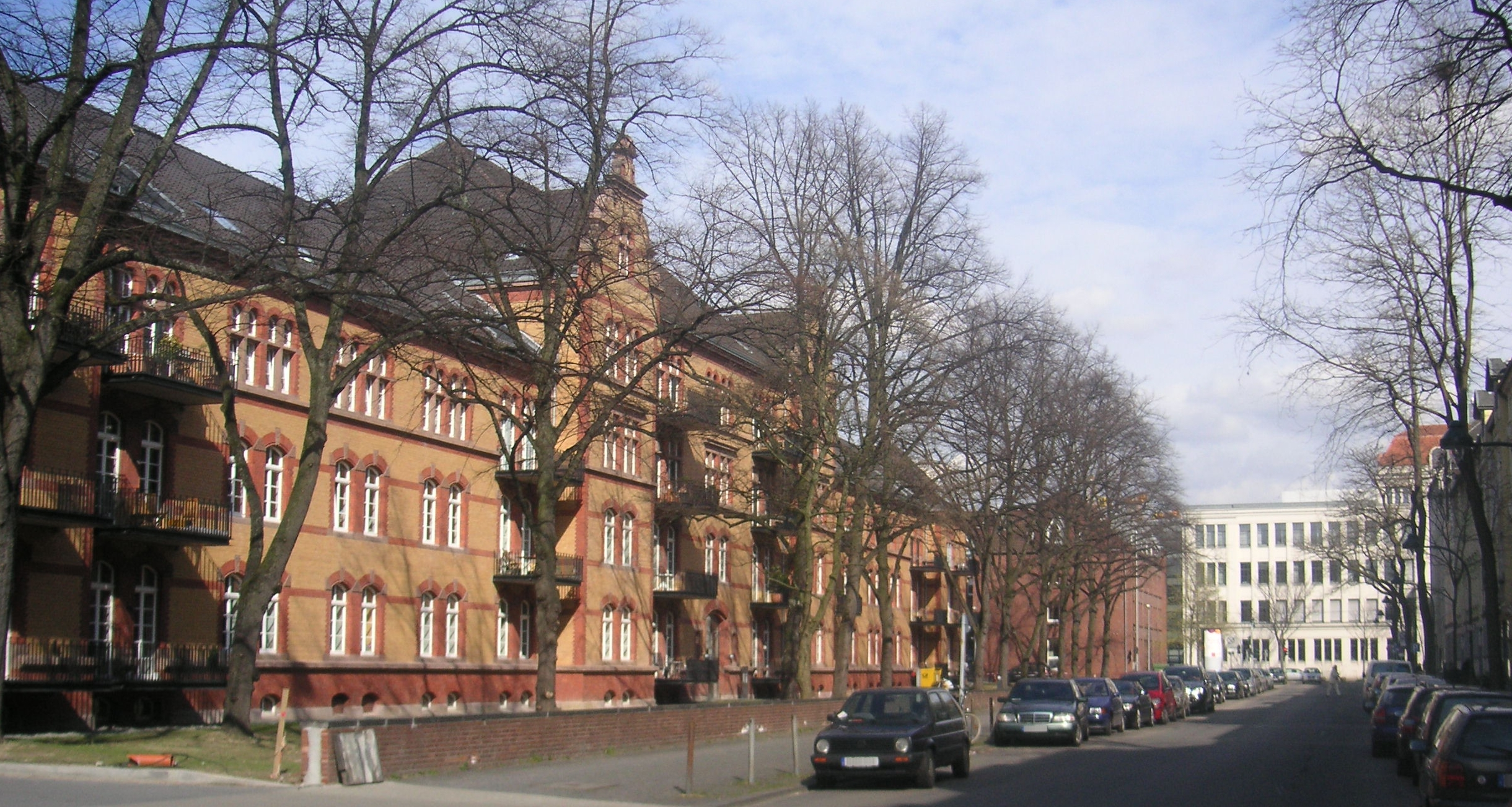
Ehemalige Infanteriekaserne Tannenstraße, Garnison des Niederrheinischen Füsilier-Regiments Nr. 39, mit dem Verwaltungsgebäude der Rheinmetall AG im Hintergrund

Der Stadtteil Derendorf grenzt im Süden (im Verlauf der Jülicher Straße) an den Stadtteil Pempelfort, im Westen (im Verlauf der Roßstraße) an Golzheim, im Norden (im Verlauf des Thewissenwegs und der Straße An der Piwipp) an Unterrath und im Osten (entlang der Haupttrasse der Bahn) an die Stadtteile Düsseltal und Mörsenbroich. Die Fläche beträgt 3,36 km², wobei pro km² 6.072 Einwohner leben.
Derendorf befindet sich derzeit im Wandel. Früher stark von der Industrie geprägt (Schlösser-Brauerei, Rheinmetall etc.) wird dieser Stadtteil aufgrund der guten Infrastruktur und der Nähe zum Zentrum als Wohnstandort immer beliebter.

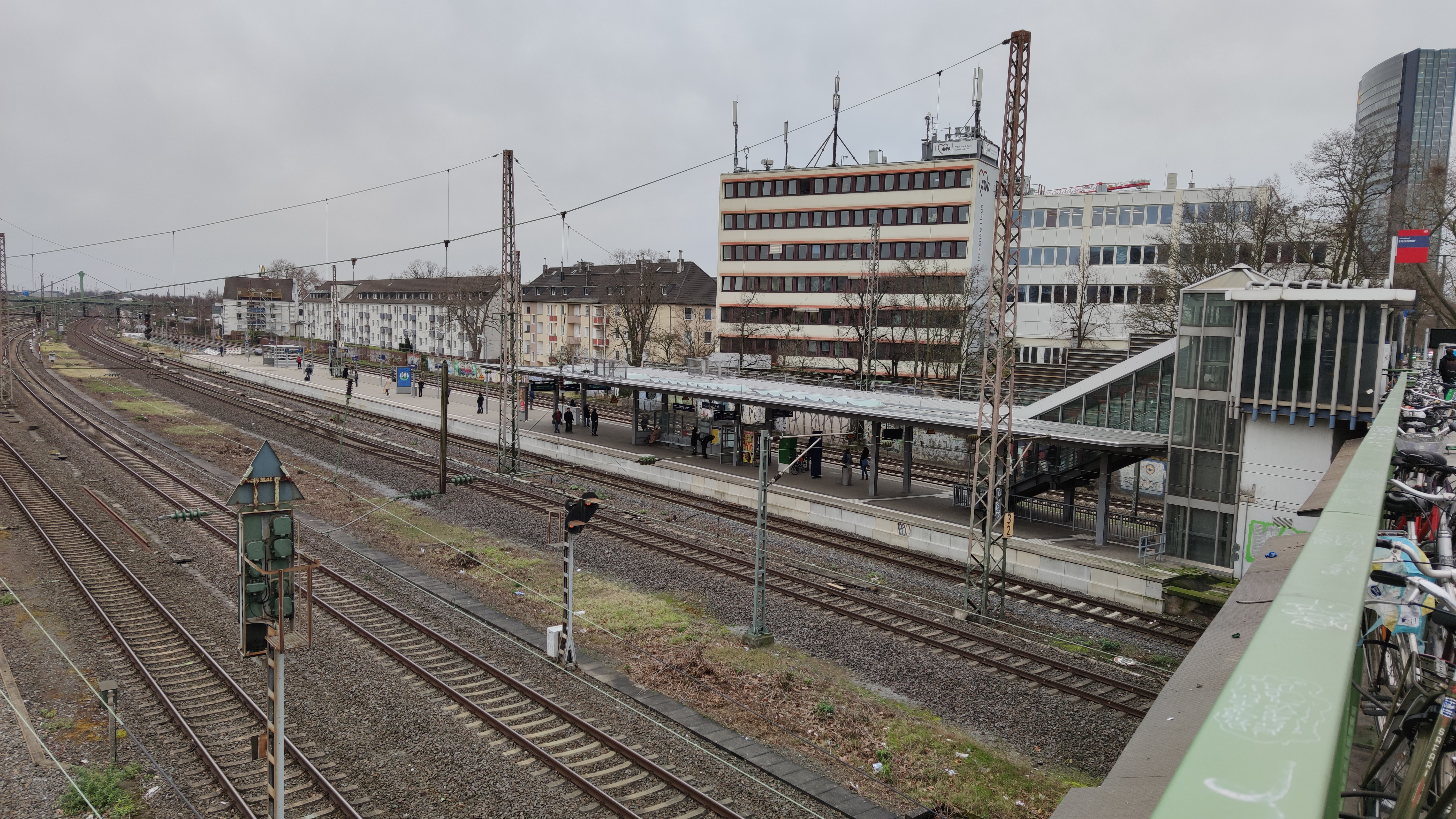
Haltepunkt Düsseldorf-Derendorf

Bisher überwiegen in Derendorf Einpersonenhaushalte bei einem ebenfalls großen Angebot an Dreiraumwohnungen. Der Ausstattungsstandard liegt jedoch etwas unter dem Durchschnitt. Gleiches gilt für die Mietpreise.
Teile Pempelforts, wie die Nordstraße, werden oft irrtümlich zum Stadtteil Derendorf gerechnet, doch tatsächlich beginnt dieser erst nördlich der Jülicher Straße. Das gewerbliche Zentrum Derendorfs stellt tatsächlich die Gegend um Münsterplatz und Münsterstraße mit dem Münster-Center dar. Im Norden des Stadtteils befinden sich darüber hinaus der städtische Großmarkt, auf dessen Gelände einmal im Monat der Radschläger-Trödelmarkt veranstaltet wird, sowie Teile des Nordfriedhofs.
Am östlichen Rand des Stadtteils befindet sich die Zentralmoschee-Düsseldorf des DİTİB. Das Moscheegebäude wurde für etwa 1,9 Mio. Euro von der Rheinbahn abgekauft und befindet sich direkt an der S-Bahn-Station.
Seit 2014 gibt es mit der Toulouser Allee, parallel zur Bahntrasse, eine direkte Straßenverbindung zwischen Derendorf S-Bahnhof (Münsterstraße) und dem Nördlichen Zubringer, sowie nach Pempelfort.
In Derendorf lebte die Familie Gustav von Rohdens.

## Geschichte

### Bis 1850

Der Plan de Dusseldorf von 1795 zeigt Struktur und Lage der südlichen Teile der bäuerlichen Siedlung Derendorf (oben rechts) in Bezug auf die Festung Düsseldorf.

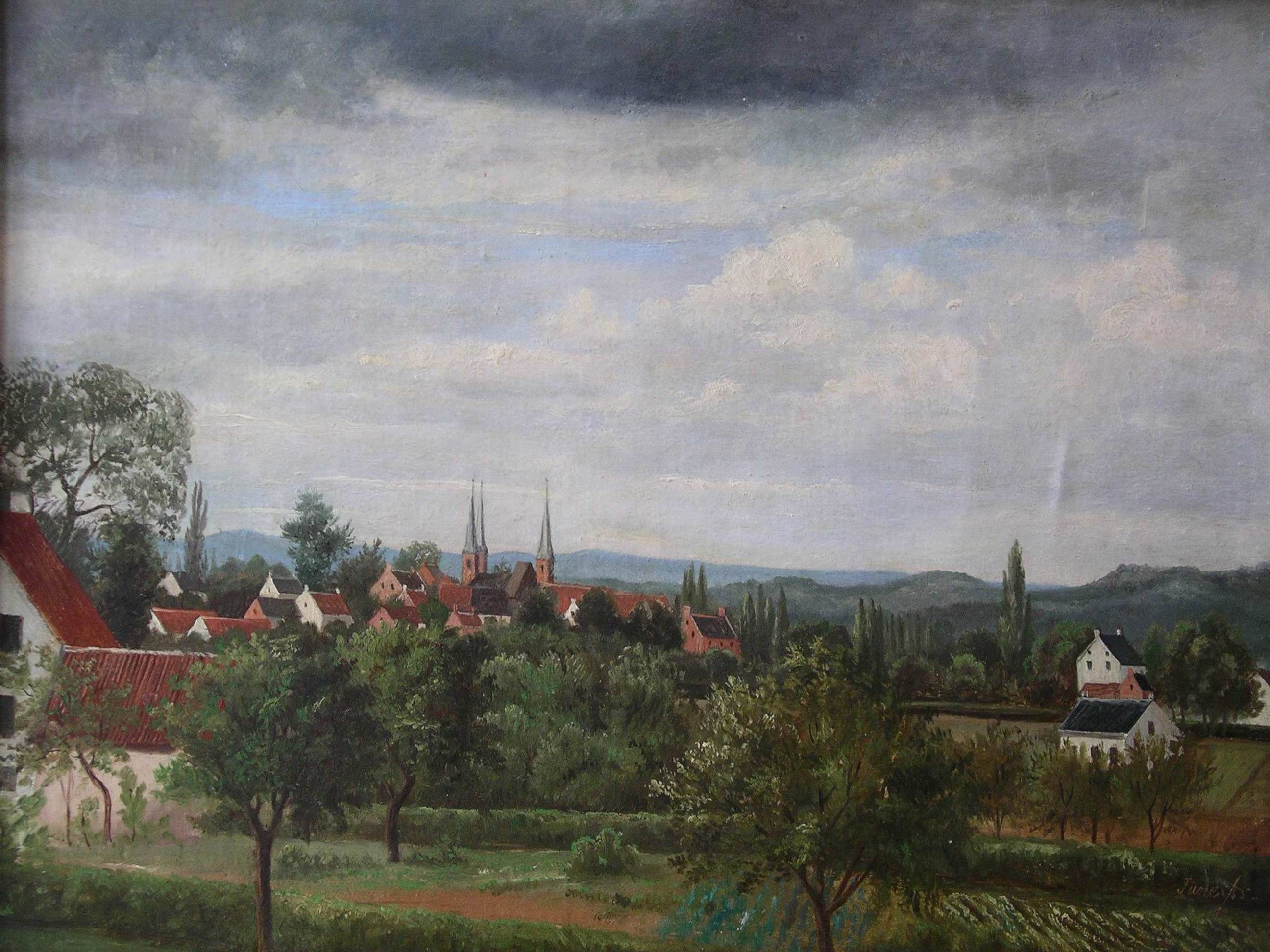
Derendorf im Jahr 1855, Gemälde von Henry Lewis, Privatbesitz

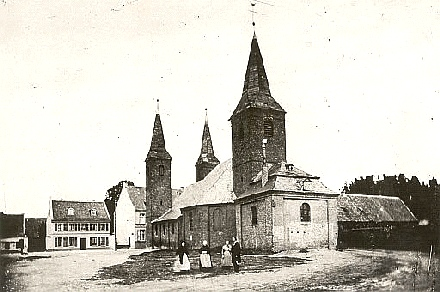
Pfarrkirche Heilige
Dreifaltigkeit am heutigen Münsterplatz, Foto um 1880

Das Gebiet, auf dem der heutige Stadtteil Derendorf liegt, war bereits in der vorrömischen Eisenzeit besiedelt. Im Bereich der Golzheimer Heide, einem Dünengelände, das sich zwischen Derendorf und dem heutigen Flughafen erstreckte, wurden über einhundert Gräber aus jener Zeit gefunden.
Die auf -dorf endenden Ortsnamen gehören nach der Ortsnamenforschung zu den ältesten Siedlungen des Mittelalters. Nur wenige schriftliche Quellen sind jedoch aus dieser Zeit bisher bekannt. Allerdings wird Derendorf bereits in einem Schriftstück aus dem 11. Jahrhundert erwähnt. Dieses ist ein Rentenverzeichnis des Stiftes von Kaiserswerth, in das die vielen Pfründen aufgelistet und deren Zuordnung angeführt waren. Für das heutige Stadtgebiet führte die in Latein erstellte Liste die Gebiete gotholveshem (Golzheim), stockum (Stockum) und therenthorpe (Derendorf) an. Eine der ältesten Urkunden stammt von 1303. In dieser Urkunde übergaben die Eheleute „Godeschalk und Sibilla aus Derendorf“ als Erbe an ihren Sohn Heinrich, der ein kirchliches Leben  gewählt hatte, unter anderem ein Haus in Düsseldorf. Dieser verschenkte dieses Erbe an die Stiftung für die Colligiats-Kirche in Düsseldorf.
Seit 1384 gehörte Derendorf im Rahmen von Eingemeindungen weiterer Orte zu Düsseldorf. Diese Gebiete außerhalb der Stadtmauern waren sowohl von Wald bedeckt wie auch teilweise landwirtschaftlich geprägt. Aus dem 15. Jahrhundert wurde die Haltung von Schafen bekannt. Noch im letzten Viertel des 18. Jahrhunderts war ein „Derendorfer Busch“ vorhanden, der zur Holzversorgung benutzt wurde. Entsprechende Holzversteigerungen wurden amtlich angekündigt, in denen der Meistbietende Holzstämme erwerben konnte.
Die Bauernhöfe, die zu dieser Zeit im Bereich Golzheim-Derendorf lagen, müssen relativ begütert gewesen sein. In einer Steuerliste von 1433 lag der Bereich Golzheim-Derendorf, einer von acht Stadtteilen und den zugehörigen Honnschaften, im Steueraufkommen an dritter Stelle nach „Mülhoven“, und der „südlichen Vorstadt“ und damit noch vor dem „Stadtbereich“ von 1288.
In Urkunden aus jener Zeit werden in Derendorf namentlich der Buscherhof mit zugehörigen 14 Waldparzellen genannt. 1692/93 wurde die Pfarrkirche Heilige Dreifaltigkeit im Bereich des heutigen Münsterplatzes errichtet. Obwohl in der damaligen Außengemeinde seinerzeit nur etwa 600 Katholiken wohnten, war die Errichtung einer eigenen Pfarrei wegen des weiten Kirchwegs und wegen nächtlich geschlossener Stadttore notwendig geworden. Diese Derendorfer Kirche gehört damit neben der noch wesentlich älteren Kirche Alt St. Martin in Bilk zu den beiden Kirchen im alten Stadtgebiet von Düsseldorf, die bis zu Beginn des 19. Jahrhunderts außerhalb der Stadtmauer lagen.
Selbst um 1800 wurde in Derendorf immer noch überwiegend Landwirtschaft betrieben und das Gebiet war lediglich dünn besiedelt. Auch noch bis Mitte des 19. Jahrhunderts änderte sich diese Verhältnisse nicht wesentlich, wenn auch bereits eine stärkere Besiedelung begonnen hatte. Nach einer Untersuchung von 1836, also vor der industriellen Entwicklung von Düsseldorf in der zweiten Hälfte des 19. Jahrhunderts, wurden folgende Daten für Derendorf, Stand 1832, angegeben:
- Bewohner: 1.103, überwiegend Katholiken, 21 Protestanten und 12 Juden
- große Bauernhöfe: 3 (Buscherhof, Matheisenhof und Rungerhof)
- Gewerbe: 1 Mühle (Buschermühle)
- öffentliche Gebäude: 1 Kirche und 3 sonstige Gebäude
- normale Wohnhäuser: 138
- bäuerliche Gebäude: 73

### Ab 1850
Mitte des 19. Jahrhunderts begann die Ansiedlung und Gründung von industriellen Firmen in Düsseldorf. Da der alte Kern der Stadt, die heutige Altstadt mit der Carlstadt, dicht besiedelt war, wählten die Firmen für ihre Ansiedlung Gelände aus, das außerhalb der alten Kernstadt lag. Eine der ersten wichtigen Schritte für die Ansiedlung von  Industriefirmen war die Anlegung von Eisenbahnverbindungen mit dem Umland.
Die Köln-Mindener Eisenbahn-Gesellschaft nahm die weiterführende Strecke von Köln ab Düsseldorf nach Duisburg bereits 1846 in Betrieb. Durch diese Strecke wurde Derendorf an das sich im nächsten Jahrzehnt bildende deutsche Eisenbahnnetz angeschlossen. Es folgte 1877 der Bau der Strecke Derendorf über Wuppertal nach Dortmund mit dem Personenbahnhof „Düsseldorf RhE“ mit der Erweiterung 1889 um ein neues Abfertigungsgebäude. Um 1890 folgte die Anlegung des Güterbahnhofes Derendorf einschließlich des Baus umfangreicher überdachter Gleise für die Ladung und Entladung der Waggons.
Durch die nun vorhandenen Anbindung für den Transport von Waren und Gütern mit der Eisenbahn folgten Ende des Jahrhunderts auch die Errichtung von Firmen und Versorgungseinrichtungen. 1882 gründete Joseph Hohmann die Porzellanfabrik Joseph Hohmann. 1889 errichtete der „Hörder Bergwerks- und Hüttenverein“ das Derendorfer Werk „Rheinische Metallwaren- und Maschinenfabrik“, das im Dezember des Jahres mit der Produktion begann. Diese Firma ist der Vorgänger der aktuellen Rheinmetall. Es folgte 1899 der Bau und die Inbetriebnahme eines „Schlacht- und Viehhofes“ in Derendorf an der Rather Straße.

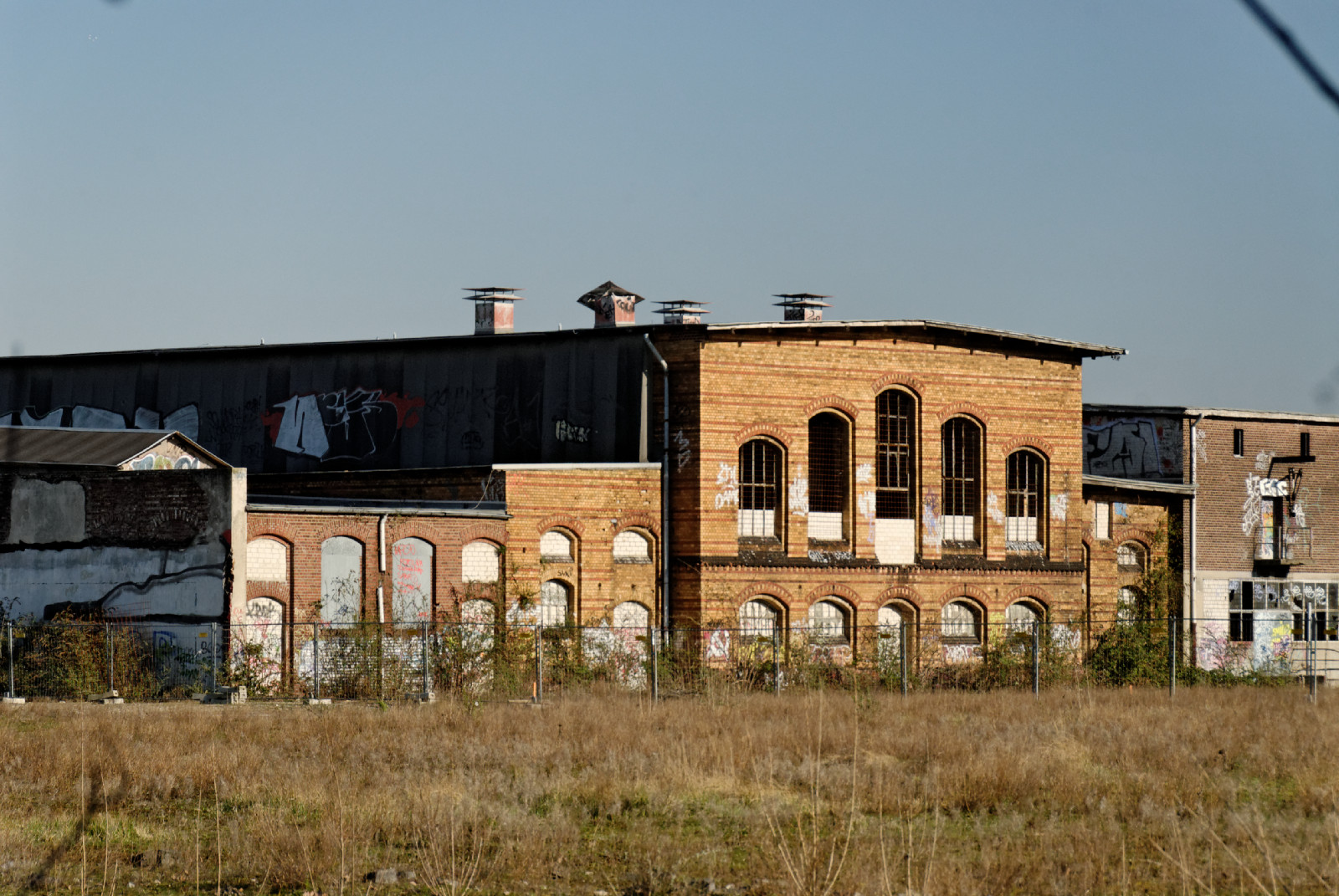
Gebäude des ehemaligen Schlacht- und Viehhofs (2011)

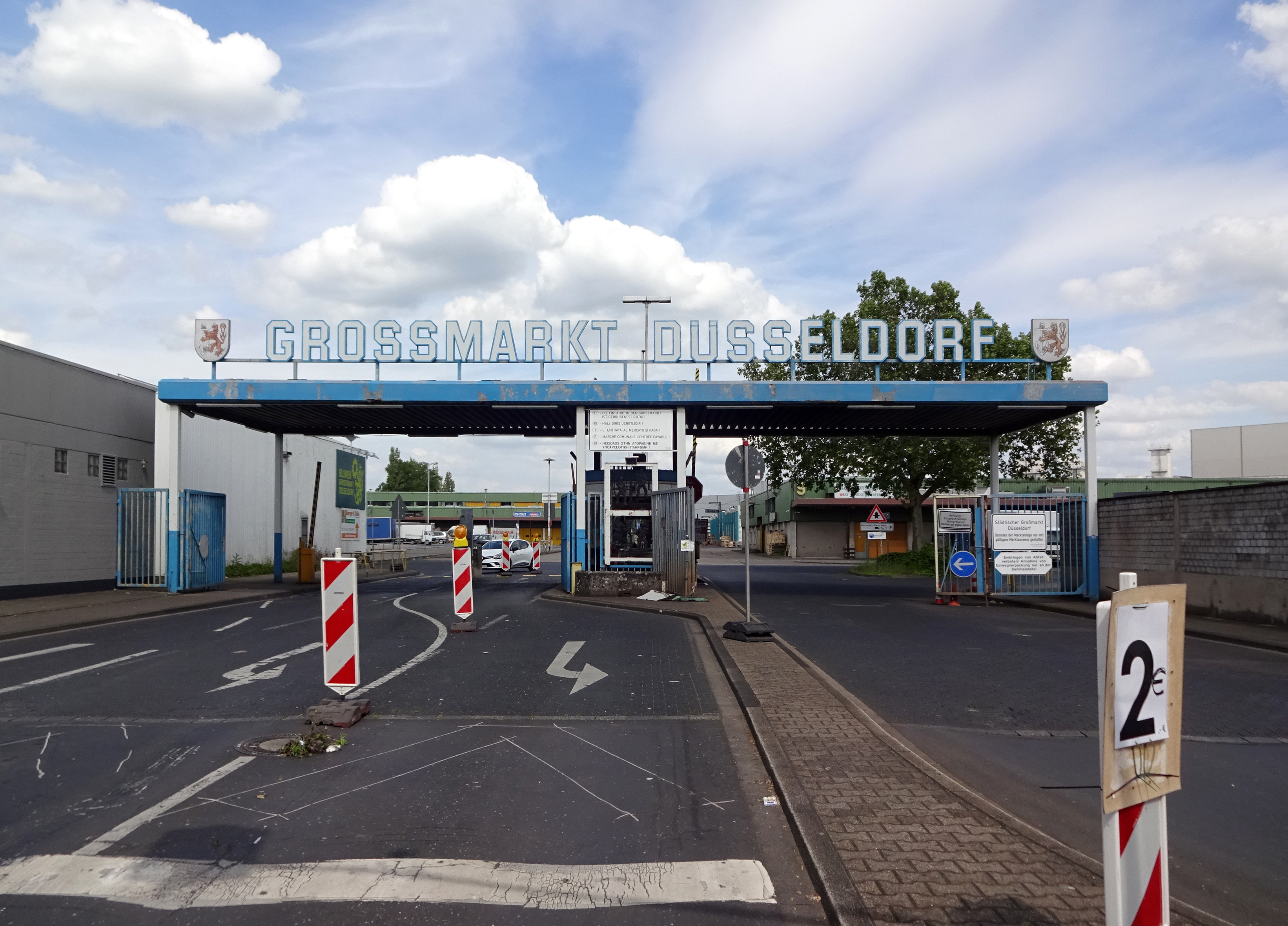
Großmarkt Düsseldorf, Zufahrt Ulmenstraße, gegründet 1936, zentrale Versorgungsstelle für frisches Obst und Gemüse mit Bedeutung weit über die Grenzen der Landeshauptstadt hinaus

Durch die Errichtung von Fabriken und kommunalen Versorgungseinrichtungen erfolgte eine verstärkte Besiedelung sowohl im gesamten Stadtgebiet von Düsseldorf wie auch von Derendorf. Hierdurch war der weitere Ausbau kommunaler Einrichtungen erforderlich. Nachfolgend einige dieser Maßnahmen in Derendorf, zu denen auch die Anlegung des Großmarktes gehörte:
- 1873 wurde die inzwischen zu kleine katholische Grundschule durch einen städtischen Neubau ersetzt. Dieser Neubau hatte neben 4 Wohnungen für das Lehrpersonal auch 8 Klassenzimmer für den Schulunterricht.[13]
- 1884 begann die Benutzung des neuen Nordfriedhofes, der auch teilweise auf dem Gelände von Derendorf angelegt worden war.
- 1890 bis 1895 Anlage der wilhelminischen Kasernenanlage auf dem Kaiserhain (Gebiet etwa 10 ha, Karree Roßstraße, Johannstraße, Ulmenstraße und Tannenstraße)
- Von 1892 bis 1893 wurde die alte inzwischen zu kleine Backsteinkirche durch einen Neubau ersetzt.
- 1893 wurde ein von den Düsseldorfern als Ulmer Höh’ bezeichnetes Gefängnis eingeweiht, deshalb so genannt, weil die Gebäude an der „Ulmenstraße“ auf leicht erhöhtem Gebiet lagen. 2012 wurde dieser Standort geschlossen und nach Ratingen-Süd in neue Gebäude verlegt.
- Für die Betreuung von Bewohnern in diesem Stadtbereich eröffnete der Orden der Vinzentinerinnen 1894 eine Kranken- und Pflegestation, die von 1898 bis 1914 zum St. Vinzenz-Krankenhaus erweitert und umgebaut wurde.[14]

## Entwicklungsbereiche in Derendorf Nord
Auf dem ehemaligen Rheinmetall-Gelände, dem Gelände der Ulanenkaserne an der Tannenstraße sowie der Areale des ehemaligen Schlachthofes und der Schlösser-Brauerei sind bereits und werden im Rahmen des „Entwicklungsbereichs Derendorf Nord“ umfangreiche Neuentwicklungen umgesetzt.
Es sind im Wesentlichen folgende Bereiche: Bereich Tannenstraße/Roßstraße, Bereich Rheinmetall, Bereich Rather Straße/nördlich Schlachthof und der Bereich Schlösser-Brauerei und Schlachthof.

### Bereich Tannenstraße/Roßstraße
Im Bereich Tannenstraße/Roßstraße ist die Konversion auf dem 10 ha großen Kasernengelände, das von 1890 bis zum Ersten Weltkrieg unter anderem das Westfälische Ulanen-Regiment Nr. 5 aufgenommen hatte, schon sehr weit fortgeschritten. Die dort vollzogenen Umnutzungen und Entwicklungen bestehen u. a. aus dem neuen Hauptverwaltungsgebäude der Werbeagentur Grey G2 Group Germany, einem Studienzentrum der Akademie Mode & Design und der Hochschule Fresenius sowie zwei Wohnbauprojekten, welche durch die Landesentwicklungsgesellschaft NRW GmbH (LEG) und die in Gelsenkirchen ansässige THS TreuHandStelle GmbH durchgeführt werden. In dem 1895/1896 errichteten Offizierskasino an der Roßstraße 133 etablierte das Land Nordrhein-Westfalen das Haus der Stiftungen, in dem u. a. die Kunststiftung NRW und die Nordrhein-Westfalen-Stiftung Naturschutz, Heimat- und Kulturpflege untergebracht sind. An der Roßstraße 131 liegt das Rechenzentrum der Finanzverwaltung Nordrhein-Westfalen. Zur Johannstrasse hin wurde im Jahre 2009 der Neubau des Landesamtes für Besoldung und Versorgung NRW fertiggestellt und zum 1. Januar 2010 bezugsfertig.
Seit Ende 2017 befindet sich der Hauptsitz von L’Oréal Deutschland am Kennedydamm im 60 Meter hohen Gebäude „Horizon“ (Anschrift Johannstraße 1). Das Gebäude wurde von der Projektentwicklungsgesellschaft „die developer“ gemeinsam mit HPP Architekten realisiert.

### Bereich Rheinmetall – Unternehmerstadt
Unter dem Titel „Unternehmerstadt“ hat sich auf einem ehemaligen innerstädtischen Produktionsgelände der Rheinmetall AG ein gemischtes Stadtquartier mit Wohnen und Arbeiten entwickelt. Auf dem 9 ha großen Bereich der Rheinmetall wurden Wohnbauprojekte mit 150 Wohnungen, sowie Büroflächen mit etwa 89.000 m² geplant, welche hauptsächlich entlang der Heinrich-Ehrhardt-Straße und dahinter liegen.
- Für die Büroimmobilie „casa altra“ war das Architekturbüro Mario Bellini aus Mailand zuständig. Das sechsgeschossige Gebäude an der Derendorfer Allee 2 wurde in 2011 auf dem ehemaligen Werksgelände der Rheinmetall AG in Düsseldorf-Derendorf fertig gestellt.

- Das Bürogebäude „doubleU“ der LH Architekten, von 2011 hat eine nutzbare Bürofläche von 12.500 m². Auf Doppel-U-förmiger Gebäudestruktur entstanden sieben oberirdische Bürogeschosse über einer zweigeschossigen Tiefgarage. Der Baukörper wird in den oberen Etagen von einem doppelgeschossigen Kubus strukturiert. Der Eingang liegt an der Derendorfer Allee 4.

- Das futuristisch anmutende Bürogebäude „Lighthouse“ der Pezinka Pink Architekten an der Derendorfer Allee 6 wurde in 2010 fertig gestellt.

- Das „Innside Hotel“ an der Derendorfer Allee 8 eröffnete im April 2008. Der fünfgeschossige Gebäuderiegel wird abends durch farbiges Licht in Szene gesetzt.

- Im Rahmen der Kernsanierung wurde in 2007/2008 ein altes Fabrikgebäude (ursprünglich eine Produktionshalle) zu „Loft 12“, einem Bürogebäude mit Loftcharakter und mit circa 8.300 m² Mietfläche. Mieter des viergeschossigen Baukörpers an der Derendorfer Allee 10 ist eine der größten deutschen Media-Agenturen Deutschlands.

- „Halle 30“, ein sechsgeschossiger Gebäudekomplex an der Derendorfer Allee 12, bietet insgesamt 13.500 m² Fläche für Showräume und Büros von Modefirmen sowie Tiefgaragenstellplätze. Die Gebäudekonzeption stammt vom Ingenieur- und Planungsbüro Spannhoff aus Melle und wurde 2011 fertig gestellt.

- „Halle 29“ an der Rheinmetall Allee 3 ist die frühere Rheinmetall-Werkshalle 29 mit circa 13.500 m², in der nach umfassender Modernisierung bis 2005 durch die Gerry Weber AG weitere Modelabel eine Adresse gefunden haben.

- „Living Office II“ an der Rather Straße 110a wurde von 2007 bis 2011 in zwei Bauabschnitten erstellt. Durch Erweiterung eines historischen Industriegebäudes der Rheinmetall AG aus dem Jahr 1916 wurde das Gebäude zu einem modernen, großzügigen Büro-Loft und beherbergt heute Büros, Gastronomie, Arztpraxen sowie einen Fitness-Club und ein direkt angrenzendes Wohngebäude.

- Die Wohnbebauung „Cuore“ mit 12 Mehrfamilienhäusern (circa 150 Wohneinheiten) und einer Tiefgarage wurde in sechs Bauabschnitten im Zeitraum von 2008 bis 2010 fertig gestellt.

- Schlussstein der Unternehmerstadt wurde 2016 der neue Sitz der Rheinmetall-Konzernzentrale mit „Delta D“, einer Synthese zwischen dem historischen Bestandsgebäude und einem Neubau, von Konrath und Wennemar Architekten und HPP Architekten, an der Ecke Heinrich-Ehrhardt- und Rather Straße. Das Gebäude besteht aus zwei dreiecksförmigen Bauteilen, die je ein Atrium zur Straße bilden, und einem verbindenden Mittelbauteil, der dem ehemaligen Bestandsgebäude des vorherigen Produktionsgeländes angelehnt mit Verblendmauerwerksfassade versehen ist.

### Bereich Schlösser-Brauerei und Alter Schlachthof
Die Gebäude im Areal Schlösser-Brauerei und Schlachthof an der Ecke Münsterstraße und Rather Straße wurden abgerissen und das Gelände neu bebaut.
Im Jahr 2008/9 begann die Planung für den neuen Campus der Fachhochschule Düsseldorf auf dem alten Areal des früheren Schlacht- und Viehhofs und der Schlösser Brauerei. Der erste Spatenstich dafür fand im Jahr 2012 statt, 2014 fand das Richtfest am Campus statt und im Mai 2015 folgte die Umbenennung in Hochschule Düsseldorf (HSD). Ende 2015 bezog die Verwaltung als erstes den neuen Campus Derendorf. Die Fachbereiche folgten in Abständen. Im Sommersemester 2016 zogen die Fachbereiche Medien, Wirtschaft und Sozial- und Kulturwissenschaften ein. Zum Wintersemester 2016/17 folgten Elektro- & Informationstechnik und Maschinenbau & Verfahrenstechnik. Zum Wintersemester 2018/19 zogen mit einiger Verspätung auch die Fachbereiche Architektur & Design ein. Zudem wurde auch studentisches Wohnen und ein Kindergarten gebaut.

### Bereich Rather Straße/nördlich Schlachthof
Im nördlichen Bereich des ehemaligen Schlachthofes ist bereits vor einigen Jahren ein Büro- und Einkaufskomplex mit dem Namen „Forum Derendorf“ entstanden. Dieses Objekt um den Hilde-und-Joseph-Neyes-Platz mit Zugang an der Rather Straße 23c, ist Teil des geschlossenen Immobilienfonds „HSBC Trinkaus Europa Immobilien-Fonds 6“ von HSBC Trinkaus & Burkhardt Real Estate GmbH. Die HSD ist Mieter des gesamten Gebäudekomplex der Rather Strasse 23b mit seinen 5 Etagen.
In direkter Nachbarschaft, mit Zufahrt an der Rather Straße 25, befindet sich in ehemaligen Lagerstätten mit Nebengleisen des Schlachthofs, seit den 1980er Jahren ein Ort für Kulturschaffende, darunter Musiker mit ihren Proberäumen. In der Kulturstätte „Alter Schlachthof“ finden an Wochenenden regelmäßig Veranstaltungen, Partys, Vernissages und Konzerte statt.

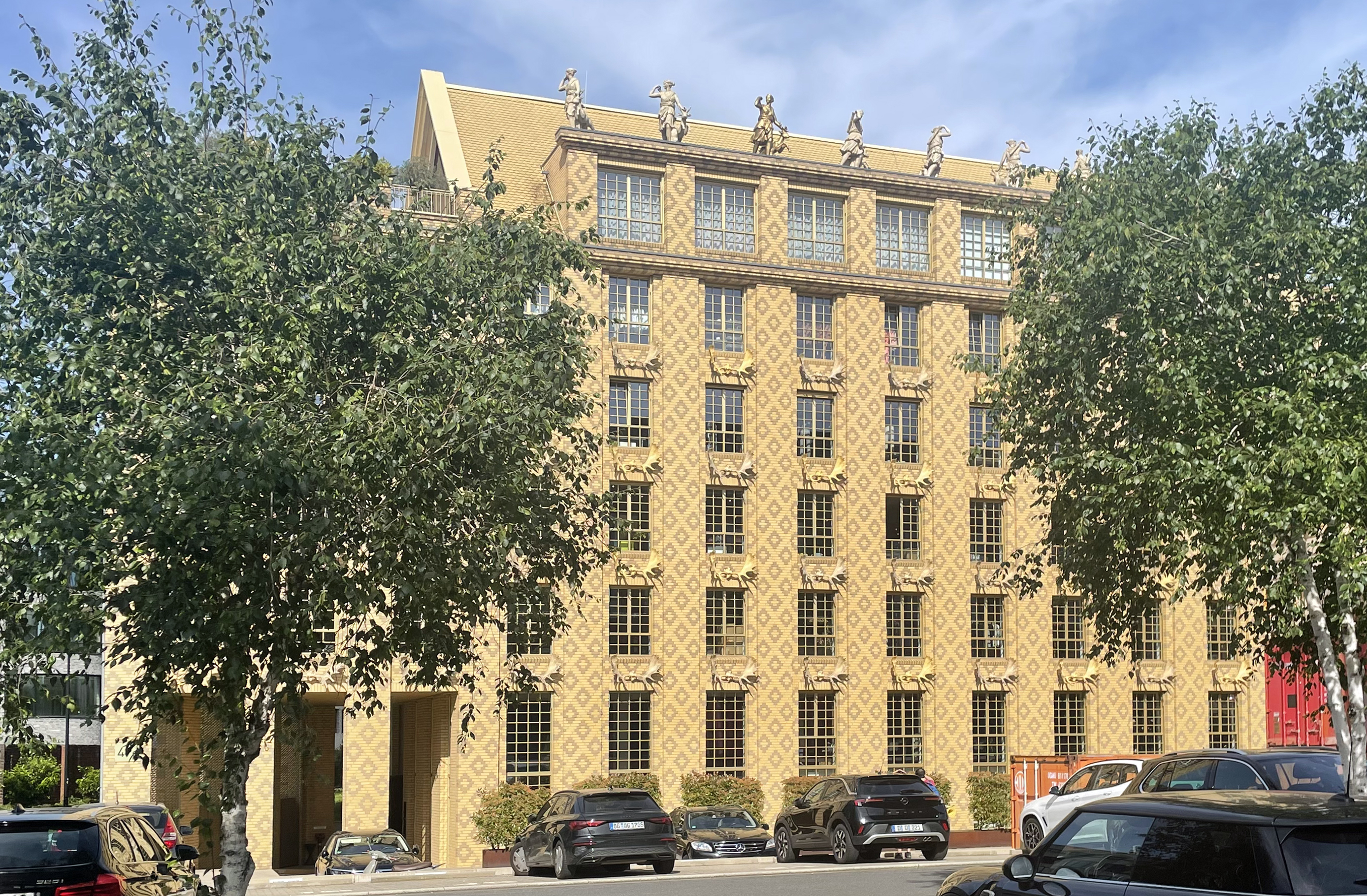
Gelbes Haus (2023)

Auf dem Grundstück früherer Gewerbebetriebe an der Rather Straße 49 wurden in 2008 verschiedene Bestandsgebäude saniert und umgebaut bzw. Neubauten für Unternehmen der Modebranche errichtet. So entstanden in 2006 die so genannte „Rote Halle“, ein revitalisiertes Werksgebäude der Rheinmetall unter der Nummer 49c, das „Gelbe Haus“, ein Neubau unter der Nummer 49e, und das „Weiße Haus“, ein Gebäude von 1941, das 2004 teilsaniert wurde, unter der Nummer 49b. Direkt an der Rather Straße unter der Nummer 49d steht ein ehemaliges Bürogebäude der Rheinmetall, erbaut 1938 und 1998 saniert.

## Sonstiges
Am 3. November 1957 führte der Fehler eines Piloten einer Douglas DC-4 der Fluggesellschaft Karl Herfurtner Düsseldorf an der Golzheimer Straße zu einem Flugzeugabsturz, bei dem sieben der zehn Insassen und eine in einer Kleingartenanlage lebende Person ums Leben kamen.
Siehe auch: Liste der Baudenkmäler in Derendorf